# Scindapsus glaucescens
Scindapsus glaucescens är en kallaväxtart som först beskrevs av Adolf Engler och Kurt Krause, och fick sitt nu gällande namn av Cornelis Rugier Willem Karel van Alderwerelt van Rosenburgh. Scindapsus glaucescens ingår i släktet Scindapsus och familjen kallaväxter. Inga underarter finns listade.